# Hsieh Chia-han
Hsieh Chia-han (* 14. Januar 1988) ist ein taiwanischer Leichtathlet, der sich auf den Stabhochsprung spezialisiert hatte.

## Sportliche Laufbahn
Erste internationale Erfahrungen sammelte Hsieh Chia-han im Jahr 2005, als er bei den Jugendweltmeisterschaften in Marrakesch mit übersprungenen 4,70 m in der Qualifikation ausschied. Im Jahr darauf belegte er bei den Juniorenasienmeisterschaften in Macau mit 4,60 m den achten Platz. 2009 schied er bei der Sommer-Universiade in Belgrad mit 4,90 m in der Qualifikation aus und belegte bei den Asienmeisterschaften in Guangzhou mit 5,00 m den achten Platz, ehe er bei den Ostasienspielen in Hongkong mit einer Höhe von 4,80 m die Bronzemedaille hinter den Japanern Hiroki Ogita und Hiroki Sasase gewann. 2010 nahm er erstmals an den Asienspielen in Guangzhou teil und wurde dort mit 4,80 m Neunter.
Bei den Leichtathletik-Asienmeisterschaften 2011 in Kōbe belegte er mit überquerten 5,05 m den siebten Platz und zwei Jahre später erreichte er bei den Asienmeisterschaften in Pune mit 5,10 m den fünften Platz und stellte zuvor in Yilan mit 5,32 m einen neuen Landesrekord auf. Anschließend erreichte er bei den Ostasienspielen in Tianjin mit 5,15 m Rang vier. 2014 verbesserte er in Reno den Hallenrekord von Taiwan auf 5,30 m und siegte anschließend bei den Hallenasienmeisterschaften in Hangzhou mit einer Höhe von 5,15 m. Daraufhin nahm er erneut an den Asienspielen in Incheon teil und belegte dort mit 5,10 m den siebten Platz. 2015 erreichte er bei den Asienmeisterschaften in Wuhan mit 5,00 m Rang zehn.
In den Jahren 2009 und 2010 sowie 2018 und 2020 wurde Hsieh taiwanischer Meister im Stabhochsprung.

## Persönliche Bestzeiten
- Stabhochsprung: 5,32 m, 30. April 2013 in Yilan (taiwanischer Rekord)
  - Stabhochsprung (Halle): 5,30 m, 18. Januar 2014 in Reno (taiwanischer Rekord)